# طوطی‌های ملانزی
طوطی‌های ملانزی (نام علمی: Tanygnathus)، یک سرده از طوطی‌ها در تبار Psittaculini، از بالاخانواده طوطی‌واران (طوطی‌های راستین) است.
گونه‌های آن بومی جنوب شرق آسیا و ملانزی هستند.
این سرده دارای چهار گونه است.